# Supercoppa italiana 1988
La Supercoppa italiana 1988 è stata la 1ª edizione della competizione, disputata il 14 giugno 1989 allo stadio Giuseppe Meazza di Milano tra i campioni d'Italia 1987-1988 del Milan e i detentori della Coppa Italia 1987-1988 della Sampdoria. I rossoneri vinsero la sfida per 3-1, aggiudicandosi la prima edizione del trofeo.
La finale era originariamente prevista per l'agosto 1988, ma venne posticipata per la sovrapposizione con i Giochi olimpici estivi di Seul 1988.

## Partecipanti
| Squadre   | Qualificazione                         | Partecipazioni precedenti (il grassetto indica la vittoria) |
| --------- | -------------------------------------- | ----------------------------------------------------------- |
| Milan     | Vincitore della Serie A 1987-1988      | Nessuna                                                     |
| Sampdoria | Vincitore della Coppa Italia 1987-1988 | Nessuna                                                     |

## Tabellino
| Arbitro: | D'Elia (Salerno) |

|                                                |           |            |
| Rijkaard 18’ Mannari 72’ van Basten 90’ (rig.) | Marcatori | 14’ Vialli |

| Milan | Sampdoria |

### Formazioni
| Milan         |    |                       |  |     |
|               |    |                       |  |     |
| P             | 1  | Giovanni Galli        |  |     |
| D             | 2  | Mauro Tassotti        |  |     |
| D             | 3  | Alessandro Costacurta |  |     |
| C             | 4  | Angelo Colombo        |  |     |
| D             | 5  | Filippo Galli         |  | 86’ |
| D             | 6  | Franco Baresi (c)     |  |     |
| C             | 7  | Christian Lantignotti |  | 46’ |
| C             | 8  | Frank Rijkaard        |  |     |
| A             | 9  | Marco van Basten      |  |     |
| C             | 10 | Carlo Ancelotti       |  |     |
| A             | 11 | Alberico Evani        |  |     |
| Sostituzioni: |    |                       |  |     |
| D             | 14 | Roberto Mussi         |  | 86’ |
| A             | 16 | Graziano Mannari      |  | 46’ |
| Allenatore:   |    |                       |  |     |
| Arrigo Sacchi |    |                       |  |     |

| Sampdoria      |    |                     |  |     |
|                |    |                     |  |     |
| P              | 1  | Gianluca Pagliuca   |  |     |
| D              | 2  | Marco Lanna         |  |     |
| D              | 3  | Amedeo Carboni      |  |     |
| C              | 4  | Fausto Pari         |  | 73’ |
| D              | 5  | Pietro Vierchowod   |  | 57’ |
| D              | 6  | Luca Pellegrini (c) |  |     |
| C              | 7  | Víctor Muñoz        |  |     |
| C              | 8  | Fulvio Bonomi       |  |     |
| A              | 9  | Gianluca Vialli     |  |     |
| C              | 10 | Fausto Salsano      |  |     |
| A              | 11 | Giuseppe Dossena    |  |     |
| Sostituzioni:  |    |                     |  |     |
| C              | 14 | Roberto Breda       |  | 73’ |
| A              | 16 | Loris Pradella      |  | 57’ |
| Allenatore:    |    |                     |  |     |
| Vujadin Boškov |    |                     |  |     |